# Brazey-en-Plaine
Brazey-en-Plaine település Franciaországban, Côte-d’Or megyében. Lakosainak száma 2425 fő (2022. január 1.). Brazey-en-Plaine Échigey, Saint-Usage, Aiserey, Aubigny-en-Plaine, Bessey-lès-Cîteaux, Esbarres, Magny-lès-Aubigny, Montot és Tart községekkel határos.

## Népesség
A település népességének változása:
| Lakosok száma | 1721 | 2415 | 2499 | 2553 | 2466 | 2415 | 2379 | 2357 | 2378 | 2425 |
|               | 1968 | 1982 | 1990 | 2006 | 2013 | 2015 | 2017 | 2019 | 2020 | 2022 |